# 흥수굴인
흥수굴인(興洙窟人) 또는 흥수 아이(興洙 - )는 1983년 충청북도 청원군 흥수굴에서 발견된 현생인류 구석기 시대 화석에 붙인 이름이다. '흥수굴'은 발견자인 김흥수씨의 이름을 따서 굴에 붙인 이름이고, 동굴에서 발견된 소년은 '흥수 아이'라는 별칭을 붙였다.
두루봉 동굴, 석회석 광산을 찾기 위해 산을 헤매던 탐험가 김흥수는 새로 발견된 동굴 속을 살펴보다가 사람 뼈를 보고 놀랐다. 김흥수 등은 이내 흥분을 가라앉히고 유골을 관찰, 자세히 등을 비춰 보니 키 110~120cm가량 되는 남성 어린아이의 뼈 화석이었다. 발견 당시 이 뼈는 석회암 바위 위에 반듯하게 누워 있었으며 해골의 뒤통수가 튀어나와 있었다. 흥수아이의 나이는 5~8살가량으로 추정되며 질병에 걸려 채 자라지도 못하고 죽었던 것으로 보인다. 살았던 시대는 약 4만 년 전으로 추정되고, 흥수아이의 유골 근처에서는 간단한 석기들이 발견되었으며, 유골의 가슴 부분에서 꽃가루가 발견되기도 했다. 
화석의 유골 위에는 고운 흙이 뿌려져 있고 둘레에 꽃을 꺾어다 놓아 둔 흔적이 있었다. 꽃가루와 주변의 꺾어 놓은 꽃은 국화꽃이었고, 가족들은 흥수아이의 죽음을 슬퍼하면서 그를 땅에 묻고 영혼을 보내는 장례의식을 치렀던 것으로 추정된다. 유골이 사람 화석이라는 것을 알게 되자, 발견된 동굴은 흥수굴이라 하였고, 유골의 별칭은 발견자의 이름을 따서 뼈를 '흥수아이'라고 부르기로 하였다. 이후 정식으로 흥수굴인이라 명명하였다.
하지만 이에 관한 논란도 있다. 최근에 흥수굴인에 대한 연구를 통해, 몇몇 학자들은 흥수아이가 6.25 전쟁에서 죽은 어린아이라고 추측했다. 이로 인해 현재 교과서에서 이에관한 내용이 빠진 상태이다.

## 같이 보기
- 한국의 구석기 시대